# Cal Roig (Olvan)
Cal Roig és una masia del municipi d'Olvan (Berguedà) inclosa en l'Inventari del Patrimoni Arquitectònic de Catalunya.

## Descripció
És una construcció civil, una masia de planta rectangular, coberta en doble vessant i amb el carener perpendicular a la façana, orientada a migdia. Correspon a un exemplar típic de masia del segle xviii, caracteritzada per l'harmoniosa eixida o galeria de dos pisos que alterna balcons i finestres d'arcs de mig punt simètriques. L'harmonia de les obertures de la cara de migdia, trencada al llevant, es combina amb finestres amb llindes de pedra. La masia té a migdia una àmplia era enllosada.

## Història
Són molt pobres les notícies documentals sobre la masia de Cal Roig. Correspon a finals del segle xvii. No obstant, la galeria és del segle xviii.